# 邹平站
邹平站，位于中华人民共和国山东省滨州市邹平市西董街道，是济青高速铁路上的高铁站，于2018年12月26日启用，由济南铁路局青岛站管辖。

## 車站周邊
- 邹平市精神卫生中心
- 樱花山风景区
- 鹤伴小学
- 鹤伴中学

## 歷史
- 2018年12月26日启用。

## 外部連結
- 中国铁路客户服务中心（页面存档备份，存于）